# هرچ مارتیروسیان
هرچ کی. مارتیروسیان (به ارمنی: Հրաչ Մարտիրոսյան) (متولد ۱۹۶۴ در وانادزور) زبان‌شناس ارمنی است. او در حال حاضر مدرس زبان ارمنی شرقی در بخش زبان‌ها و فرهنگ‌های خاور نزدیک در دانشگاه کالیفرنیا، لس آنجلس (UCLA) است.

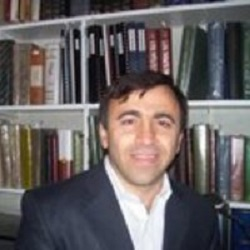
هرچ مارتیروسیان

مارتیروسیان خود را شاگرد هاینریش هوبشمان و هراچیا آچاریان می‌داند. وی با دفاع از پایان‌نامه «مطالعات ریشه‌شناسی ارمنی با تأکید ویژه بر گویش‌ها و فرهنگ» در سال ۲۰۰۸ در دانشگاه لیدن مدرک دکترای زبان‌شناسی تطبیقی را دریافت کرد.